# Carlo Federico di Fürstenberg-Messkirch
Carlo Federico di Fürstenberg-Messkirch (nome completo in tedesco Karl Friedrich Nikolaus; Meßkirch, 9 agosto 1714 – Hüfingen, 7 settembre 1744) è stato principe di Fürstenberg dal 1741 fino alla sua morte.

## Biografia
Il principe Carlo Federico nacque nel 1714 a Meßkirch, ultimogenito di Froben Ferdinando e di Maria Theresia Felicitas von Sulz (1675-1743).
Tra il 1731 e il 1732 viaggiò da Ratisbona a Colonia, nei Paesi Bassi e in Francia; il gesuita Maximilian Dufrêne scrisse il diario del viaggio.
Sposò la duchessa Maria Gabriella Felicita di Schleswig-Holstein-Sonderburg-Wiesenburg il 23 maggio 1735 a Wetzdorf.
Morì senza figli a Hüfingen all'età di 30 anni; con lui si estinse la linea Fürstenberg-Messkirch.